# Good King Wenceslas

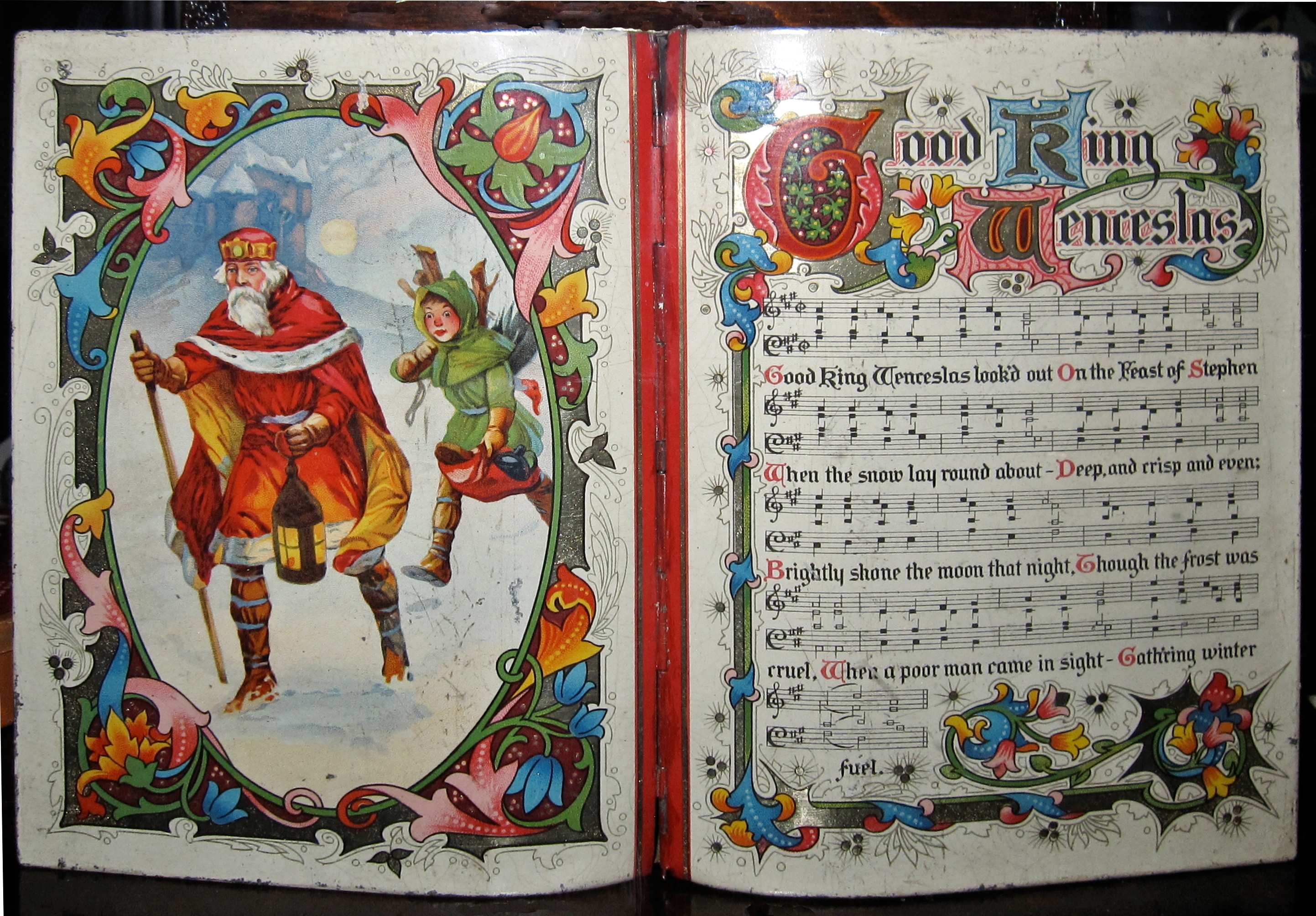
Buen Rey Venceslao

Good King Wenceslas (en castellano Buen Rey Venceslao) es un villancico que cuenta la historia de cómo el Buen Rey Venceslao desafía el duro clima invernal para dar limosna a un pobre campesino en el Día de San Esteban (26 de diciembre). Durante el viaje, el paje del rey está a punto de rendirse a causa del frío, pero finalmente logra continuar siguiendo las huellas del rey, paso a paso, a través de la profunda nieve. La leyenda está basado en la vida del histórico San Venceslao I de Bohemia o Svatý Václav en idioma checo (907–935).
La letra fue compuesta en 1853 por el inglés John Mason Neale en colaboración con su editor musical Thomas Helmore. La música, en cambio, se basa en una canción primaveral del siglo XIII, Tempus adest floridum (Se acerca el tiempo de floración), recogida por primera vez en 1582 en la colección musical finlandesa Piae Cantiones.
| Verso | Letra en inglés | Letra en castellano |
| ----- | --- | --- |
| 1     | Good King Wenceslas looked out, on the Feast of Stephen, When the snow lay round about, deep and crisp and even; Brightly shone the moon that night, tho' the frost was cruel, When a poor man came in sight, gath'ring winter fuel.                | El buen rey Venceslao miraba en la Fiesta de Esteban, La nieve se extendía alrededor, intensa, frágil y uniforme. Aquella noche la luna brillaba, aunque cruel era la helada, Cuando divisó un pobre, buscando combustible de invierno.                                         |
| 2     | "Hither, page, and stand by me, if thou know'st it, telling, Yonder peasant, who is he? Where and what his dwelling?" "Sire, he lives a good league hence, underneath the mountain; Right against the forest fence, by Saint Agnes' fountain."      | "Ven aquí, paje, ponte a mi lado, dime si sabes ¿Quién es ese campesino? ¿Dónde y cuál es su morada?" "Señor, vive a una legua de aquí, al pie de la montaña; Justo al lado del cercado del bosque, por la fuente de Santa Inés."                                               |
| 3     | "Bring me flesh, and bring me wine, bring me pine logs hither: Thou and I shall see him dine, when we bear them thither. " Page and monarch, forth they went, forth they went together; Through the rude wind's wild lament and the bitter weather. | "Tráeme carne, y tráeme vino, tráeme aquí troncos de pino: tú y yo le veremos cenar, cuando llevemos todo para allá" Paje y monarca, adelante se fueron, adelante se fueron juntos; A través del violento viento salvaje y el clima amargo.                                     |
| 4     | "Sire, the night is darker now, and the wind blows stronger; Fails my heart, I know not how; I can go no longer. " "Mark my footsteps, good my page. Tread thou in them boldly Thou shalt find the winter's rage freeze thy blood less coldly."     | "Señor, la noche es más oscura ahora, y el viento sopla más fuerte; Falla mi corazón, yo no sé cómo; no puedo ir más allá." "Marca mis pisadas, buen paje mío, písalas con valentía. Ya verás que la rabia del invierno te hiela la sangre menos friamente."                    |
| 5     | "In his master's steps he trod, where the snow lay dinted; Heat was in the very sod which the saint had printed. Therefore, Christian men, be sure, wealth or rank possessing, Ye who now will bless the poor, shall yourselves find blessing."     | En las huellas de su amo pisaba, donde estaba la nieve aplastada; El calor se notaba en la tierra por donde el santo había pasado. Por lo tanto, cristianos, contar que -poseyendo linaje o riquezas -, Los que ahora bendecís a los pobres, vosotros mismos sereís bendecidos. |